# 이온화

이온화(-化, ionization)는 전하적으로 중성인 분자를 양 또는 음의 전하를 가진 이온으로 만드는 조작, 또는 현상으로, 전리(電離)라고도 불린다.
주로 물리학의 분야에서는 하전(荷電)이라고도 하며, 분자(원자 혹은 원자단)가 에너지(전자파나 열)를 받아서 전자를 방출하거나, 반대로 밖에서 얻는 것을 가리킨다. (플라스마 또는 전리층을 참조) 또한, 화학의 분야에서는 해리라고도 하며, 전해질(소금)이 용액 속이나 융해 시에 양이온과 음이온으로 나뉘는 것을 가리킨다.

## 개요
이온화 과정의 예를 들어보면, 어느 중성원자가 원자(1개 혹은 몇 개의 가전자)를 방출해서, 다른 중성원자가 이것을 받아들이고, 전자의 이동이 일어난다. 전자를 받아들인 원자는 음전하로 대전(帶電)하여 음이온이 되고, 전자를 방출한 쪽은 양전하로 대전하여 양이온이 된다. 이 때, 두 개의 이온이 얻은 전하량은, 이동한 전자가 가진 전하량(전기소량의 정수배)과 같으며, 부호는 반대로 되기 때문에 합은 0이다.
원자가 전자를 방출하려면, 원자핵이 전기력에 의해서 전자를 전자궤도에 속박시키는 힘에 필적하는 에너지가 필요하며, 이것을 이온화 에너지라고 부른다. 전자는 광자를 흡수하거나, 원자끼리의 충돌에 의해 에너지를 받아들여서 들뜬 상태가 되고, 이온화 에너지를 넘으면 궤도를 벗어나서 다른 원자의 궤도로 이동한다. 다른 원자의 전자궤도에 들어간 전자는, 들뜬 만큼의 에너지를 방출해서 안정화된다.

### 이온화되기 쉬움
용액 속에서의 이온화 경향은, 원소에 따라 이온화가 되기 쉬움에 차이가 있는 것을 보여준다. 원자의 전자구조에 따라 안정화의 정도가 다르기 때문에, 들뜬 상태가 되는 데에 필요한 이온화 에너지값이나, 전자를 받아들일 때의 안정화 에너지인 전자친화력값은, 원소의 종류나 이온화의 진행상태의 다름에 따라 각각 다른 에너지값을 가진다.
원자는 전자배치가 폐각(최외각이 가득참)이나 옥텟(최외각이 8개)일 때 가정 안정된다(반응하기 어려워진다). 중성원자에서 이것에 해당하는 것이 비활성 기체이며, 통상원자가 이온화될 때에 방출 또는 받아들이는 전자의 수는, 이온이 되는 것으로 안정된 배치가 성립되는 수이다. (전형원소의 경우)
이를테면, 알칼리 금속은 양이온이 되기 쉽고, 이온화 에너지도 작지만, 이것은 비활성 기체보다 전자가 1개 많기 때문에, +1가 이온이 되는 쪽이 안정되기 때문이다. 반대로 할로겐이나 칼코겐은 음이온이 되기 쉽지만, 이것도 비활성 기체보다 전자가 약간 적기 때문이다.

## 전자에 의한 이온화
방전에 의한 가스(공기 따위)의 이온화 등, 분자에 직접 전자를 쏘아넣으면 이온화시킬 수 있다.  질량분석법에서는 열전자충격법이 자주 이용되며, 화학 이온화법과 대비된다. 63Ni 같은 핵방사를 이용한 방법은, 전자(베타선)에 의한 이온화이지만, 에너지에 의한 이온화이기도 하다.

## 에너지에 의한 이온화
빛(주로 자외선이나 레이저) 등으로 전자를 들뜨게 하여 이온화한다(흡광). 질량분석법에서는, 이 외에도 다양한 이온화 수법이 쓰여, 소프트이온화법의 매트릭스지원레이저탈리이온화법은 노벨상에 관한 보도로 대중에도 알려져 있다. 이 외에, 터널 효과에 의한 이온화도 연구되고 있다.

## 용매 중의 이온화
극성 용매 중에서는, 용매분자의 배향에 의한 용매화(溶媒和)가 일어나기 때문에, 이온결합 물질은 용이하게 이온화(해리)되고, 기체상이나 비극성 용매 중에서도 안정으로 존재한다. 용매분자를 배위하는 경우에는 보다 안정화된다.

## 결정 중의 이온화
이온결정(結晶)은 이온 상호의 정전적 상호작용에 따라 이온결합되고, 양·음전하가 쌍을 만들어서 전기적으로 중성이 되는 것으로 규칙성 있는 결성구조를 형성하는 것으로, 전체적으로 균일하게 전하가 중화되어 안정화한다. 이 때, 개개의 원자는 중성분자의 이온화에 의해 전자배치가 안정화되는 현상을 결정구조 내에서 실현하고 있다.
대표적인 예시인 염화 나트륨에서는 나트륨과 염소가 이온화되어 전자 1개를 주고받은 상태에서 번갈아 늘어놓는 것으로, 전기적으로도 화학적으로도 안정된다.

## 같이 보기
- 이온화 경향
- 이온화 에너지
- 비펠드-브라운 효과
- 전자친화도
- 응집물질물리

|         |          | 반응 후        |          |                 |      |
| 고체    | 액체     | 기체           | 플라스마 |                 |      |
| 반응 전 | 고체     | 고체-고체 변화 | 용융     | 승화            | —    |
| 반응 전 | 액체     | 결빙           | —        | 기화            | —    |
| 반응 전 | 기체     | 증착           | 응축     | —               | 전리 |
| 반응 전 | 플라스마 | —              | —        | 재결합 / 탈전리 | —    |